# Stefan Łysik
Stefan Łysik (ur. 29 sierpnia 1908 w Boruszowicach, zm. 27 kwietnia 1978) – polski duchowny katolicki, zakonnik werbista, etnolog i lingwista.

## Życiorys
W 1922 ukończył szkołę ośmioklasową, a w 1923 rozpoczął naukę w gimnazjum w Niższym Seminarium Misyjnym werbistów w Rybniku. W 1924 przeniesiono go do Górnej Grupy, by w 1926 przywrócić go do Rybnika. W czerwcu 1930 zdał maturę, a następnie wstąpił do nowicjatu werbistów w Sankt Gabriel koło Wiednia, gdzie studiował teologię i filozofię, ale uczęszczał również na wykłady z etnologii i lingwistyki. Na jego dalsze zainteresowania naukowe wpłynęła znajomość z ojcem Paulem Schebestą. Śluby wieczyste złożył 5 kwietnia 1936, a święcenia kapłańskie otrzymał 20 sierpnia 1936. Otrzymał skierowanie do pracy w Polsce.
W Górnej Grupie wykładał łacinę, był podprefektem oraz redaktorem czasopisma Nasz Misjonarz. Po napaści Niemiec na Polskę udał się do Bzowa, a potem przedostał się na Śląsk, do rodzinnych Boruszowic, mimo że nie posiadał prawie żadnych dokumentów osobistych. Prowadził działalność duszpasterską w Czyżowicach, jak również w Tworogu, Ziemięcicach, Piekarach Śląskich, Leszczynach, Radzionkowie, Rojcy, Chorzowie i Biertułtowach. Chcąc uniknąć powołania do Wehrmachtu nielegalnie przeniósł się do Łagiewnik, gdzie bez zameldowania pracował do 8 czerwca 1945.
Po wojnie został wysłany do seminarium w Nysie. Uzyskał dokument z Instytutu Zachodniego, który upoważniał go do zabezpieczania zbiorów polskich i niemieckich na Ziemiach Odzyskanych. Podjął pracę duszpasterską w Kopernikach, Kępnicy, Hajdukach Nyskich i Niwnicy. W miejscach tych w większości organizował życie parafialne od podstaw. Z czasem przeszedł do dydaktyki w Niższym Seminarium w Nysie, gdzie nauczał matematyki i języka angielskiego. W 1947 mianowano go proboszczem w Średniej Wsi. Nadal wykładał w Nysie (od 1952 również historię średniowieczną i archeologię Polski). 27 października 1957 został kapelanem Sióstr Niepokalanego Poczęcia we Wrocławiu (na Żernikach), lecz po kilku miesiącach przeniesiono go do Pieniężna (wykładał tu do 1961 lingwistykę i misjologię), a wkrótce do Lublina, gdzie przez kilka lat urządzał bibliotekę Domu Słowa Bożego. Od 1961 (przez dalszych 17 lat) był kapelanem boromeuszek w Świerklańcu. Prowadził wówczas pracę duszpasterską w Szarleju, Piekarach Śląskich i Nakle Śląskim.
Pochowany został na cmentarzu kościoła św. Małgorzaty w Bytomiu.

## Praca naukowa
Mimo że edukację wyższą zakończył stopniem magistra etnologii (Uniwersytet Wrocławski, 1949–1952) i absolutorium z archeologii, intensywnie pracował naukowo. Od 1942 gromadził materiały historyczne dotyczące nazw miejscowości Śląska Opolskiego, Dolnego i ziemi lubuskiej. Zbiory z tego zakresu przekazał Instytutowi Śląskiemu. Stanowiły one podstawę dla wydania Skorowidza gmin Śląska Dolnego i Opolskiego. W 1952 brał udział w badaniach etnograficznych z profesorem Adolfem Naszem. W latach 1953–1954 prowadził takie badania dla Polskiego Atlasu Etnograficznego. Interesował się m.in. dawnymi metodami wypalania drewna i hutnictwem. Wiele pracy poświęcił zagadnieniom gwar śląskich. W tym zakresie prowadził poszukiwania do Małego Atlasu Gwar Śląskich pod kierunkiem profesora Kazimierza Nitscha. Był członkiem Polskiego Towarzystwa Ludoznawczego.

## Odznaczenia
Otrzymał m.in.:
- odznaczenie Zasłużony Działacz Kultury (1974),
- Złotą Odznakę Zasłużonego dla Województwa Katowickiego[1].